# Romeo Castelen
Romeo Castelen (ur. 3 maja 1983 w Paramaribo w Surinamie) – holenderski piłkarz, grający na pozycji napastnika lub pomocnika.

## Kariera klubowa
Castelen urodził się jak wielu czarnoskórych holenderskich piłkarzy w byłej kolonii holenderskiej w Surinamie. Potem jego rodzina wyemigrowała do Holandii i zamieszkała w Hadze. Mały Castelen został zapisany do małego klubiku piłkarskiego o nazwie De Volewijckers, mieszczącego się na przedmieściach Hagi. Profesjonalną karierę Castelen zaczynał w większym klubie – ADO Den Haag. Początkowo klub grał w Eerste divisie i do Eredivisie awansował w sezonie 2002/2003. Castelen w Eredivisie zadebiutował 16 sierpnia 2003 w przegranym 0:1 meczu z RKC Waalwijk. W całym sezonie ten skrzydłowy zdobył 4 bramki w 28 meczach. Jednak i tak wzbudził zainteresowanie Feyenoordu i w sezonie 2004/2005 był już zawodnikiem klubu z Rotterdamu i zagrał wtedy 30 meczów, zdobywając 10 goli. W kolejnych sezonach nie odnosił jednak sukcesu z Feyenoordem, poza grą w fazie grupowej Pucharu UEFA, a niemal cały sezon 2006/2007 stracił z powodu kontuzji.
Latem 2007 za 2,5 miliona euro Castelen trafił do niemieckiego Hamburger SV, do którego ściągnął go jego rodak trener Huub Stevens. Zawodnikiem HSV był do 2012 roku. Następnie występował w Wołdze Niżny Nowogród, RKC Waalwijk, Western Sydney Wanderers FC, Suwon Samsung Bluewings, Zhejiang Yiteng, a także w VVV Venlo.
| Sezon   | Klub                        | Państwo          | Rozgrywki                | Mecze | Bramki |
| ------- | --------------------------- | ---------------- | ------------------------ | ----- | ------ |
| 2000/01 | ADO Den Haag                | Holandia         | Eerste divisie           | 3     | 0      |
| 2001/02 | ADO Den Haag                | Holandia         | Eerste divisie           | 28    | 7      |
| 2002/03 | ADO Den Haag                | Holandia         | Eerste divisie           | 24    | 9      |
| 2003/04 | ADO Den Haag                | Holandia         | Eredivisie               | 28    | 4      |
| 2004/05 | Feyenoord                   | Holandia         | Eredivisie               | 30    | 10     |
| 2005/06 | Feyenoord                   | Holandia         | Eredivisie               | 23    | 9      |
| 2006/07 | Feyenoord                   | Holandia         | Eredivisie               | 12    | 1      |
| 2007/08 | Hamburger SV                | Niemcy           | Bundesliga               | 13    | 0      |
| 2008/09 | Hamburger SV                | Niemcy           | Bundesliga               | 0     | 0      |
| 2009/10 | Hamburger SV                | Niemcy           | Bundesliga               | 2     | 1      |
| 2010/11 | Hamburger SV                | Niemcy           | Bundesliga               | 0     | 0      |
| 2011/12 | Hamburger SV                | Niemcy           | Bundesliga               | 2     | 0      |
| 2012/13 | Wołga Niżny Nowogród        | Rosja            | Priemjer-Liga            | 2     | 0      |
| 2013/14 | RKC Waalwijk                | Holandia         | Eredivisie               | 29    | 6      |
| 2014/15 | Western Sydney Wanderers FC | Australia        | A-League                 | 16    | 2      |
| 2015/16 | Western Sydney Wanderers FC | Australia        | A-League                 | 28    | 7      |
| 2016    | Suwon Samsung Bluewings     | Korea Południowa | K League 1               | 5     | 0      |
| 2017    | Zhejiang Yiteng             | Chiny            | China League One         | 23    | 3      |
| 2017/18 | VVV Venlo                   | Holandia         | Eredivisie               | 14    | 0      |
|         |                             |                  | Łącznie w Eredivisie     | 136   | 30     |
|         |                             |                  | Łącznie w Bundeslidze    | 17    | 1      |
|         |                             |                  | Łącznie w Priemjer-Lidze | 2     | 0      |

## Kariera reprezentacyjna
Castelen na tyle dobrze gra w lidze holenderskiej, że zainteresował się nim także selekcjoner reprezentacji Holandii Marco van Basten. 18 sierpnia 2004 roku Castelen zadebiutował w zremisowanym 2:2 meczu z reprezentacją Szwecji. Castelen liczył także, że van Basten powoła go na zbliżające się MŚ w 2006, lecz selekcjoner Holendrów postawił na innych napastników.
W latach 2004–2007 w drużynie narodowej rozegrał 10 spotkań i zdobył 1 bramkę.